# او آن پسر بود
او آن پسر بود (ایتالیایی: È stato il figlio) یک فیلم در ژانر کمدی-درام و درام به کارگردانی دانیله چیپری است که در سال ۲۰۱۲ منتشر شد. از بازیگران آن می‌توان به تونی سرویلو اشاره کرد.